# 卡玛鲁巴哈林阿巴斯
卡玛鲁巴哈林·阿巴斯（1947年6月12日—），马来西亚政治人物，曾经于2008年至2018年担任森美兰州直落甘望公正党国会议员，前人民公正党森美兰州主席。